# Масштабируемость
Масштаби́руемость (англ. scalability) — в электронике и информатике означает способность системы, сети или процесса справляться с увеличением рабочей нагрузки (увеличивать свою производительность) при добавлении ресурсов (обычно аппаратных).
Масштабируемость — важный аспект электронных систем, программных комплексов, систем баз данных, маршрутизаторов, сетей и т. п., если для них требуется возможность работать под большой нагрузкой. Система называется масштабируемой, если она способна увеличивать производительность пропорционально дополнительным ресурсам. Масштабируемость можно оценить через отношение прироста производительности системы к приросту используемых ресурсов. Чем ближе это отношение к единице, тем лучше. Также под масштабируемостью понимается возможность наращивания дополнительных ресурсов без структурных изменений центрального узла системы.
В системе с плохой масштабируемостью добавление ресурсов приводит лишь к незначительному повышению производительности, а с некоторого «порогового» момента добавление ресурсов не даёт никакого полезного эффекта.

## Вертикальное и горизонтальное масштабирование

### Вертикальное масштабирование
Вертикальное масштабирование — увеличение производительности каждого компонента системы с целью повышения общей производительности. Масштабируемость в этом контексте означает возможность заменять в существующей вычислительной системе компоненты более мощными и быстрыми по мере роста требований и развития технологий. Это самый простой способ масштабирования, так как не требует никаких изменений в прикладных программах, работающих на таких системах.

### Горизонтальное масштабирование
Горизонтальное масштабирование — разбиение системы на более мелкие структурные компоненты и разнесение их по отдельным физическим машинам (или их группам), и (или) увеличение количества серверов, параллельно выполняющих одну и ту же функцию. Масштабируемость в этом контексте означает возможность добавлять к системе новые узлы, серверы для увеличения общей производительности. Этот способ масштабирования может требовать внесения изменений в программы, чтобы программы могли в полной мере пользоваться возросшим количеством ресурсов.

## Показатели
В контексте высокоскоростных вычислений существует два показателя масштабируемости:
- сильная масштабируемость — показывает, как меняется время решения задачи с увеличением количества процессоров (или вычислительных узлов) при неизменном общем объёме задачи[2];
- слабая масштабируемость — показывает, как меняется время решения задачи с увеличением количества процессоров (узлов) при неизменном объёме задачи для одного процессора (или узла).